# Desa Buniasih (administrativ by i Indonesien, lat -7,39, long 106,72)
Desa Buniasih är en administrativ by i Indonesien.   Den ligger i provinsen Jawa Barat, i den västra delen av landet, 130 km söder om huvudstaden Jakarta.